# Schleicher County
Schleicher County je okres ve státě Texas v USA. K roku 2010 zde žilo 3 461 obyvatel. Správním městem okresu je Eldorado. Celková rozloha okresu činí 3 395 km².